# Старая Пойма
Старая Пойма— деревня в Нижнеингашском районе Красноярского края . Входит в состав городского поселения Нижний Ингаш.

## География
Находится на расстоянии примерно 4 километра на восток-юго-восток от районного центра поселка Нижний Ингаш.

## Климат
Климат резко континентальный с продолжительной суровой, малоснежной  зимой  и  коротким жарким  летом.  Среднегодовая  температура воздуха составляет 0-5  градусов. На  территории района преобладают ветры юго-западного направления.  Вегетационный период -146 дней.  Среднегодовое  количество  осадков  - около 494 мм,  наибольшее количество их  выпадает  в  летний  период. Устойчивый  снежный  покров  устанавливается во второй половине октября,  а  сходит  в  апреле.  

## История
Основана в 1836 году. В 1926 году было учтено 522 жителя, преимущественно русских.

## Население
Постоянное население составляло 237  человек в 2002 году (98% русские) ,  186  человек в 2010 году.